# Strabeek
Strabeek (en limbourgeois : Sjtraobaek) est un village néerlandais d'environ 170 habitants (2005) dans la commune de Fauquemont-sur-Gueule, dans la province du Limbourg néerlandais.
Strabeek est situé sur la rive droite de la Gueule, sur la route qui mène de Houthem à Broekhem. Le village touche les habitations de Houthem. Près de Strabeek coule le ruisseau du même nom, affluent de la Gueule.

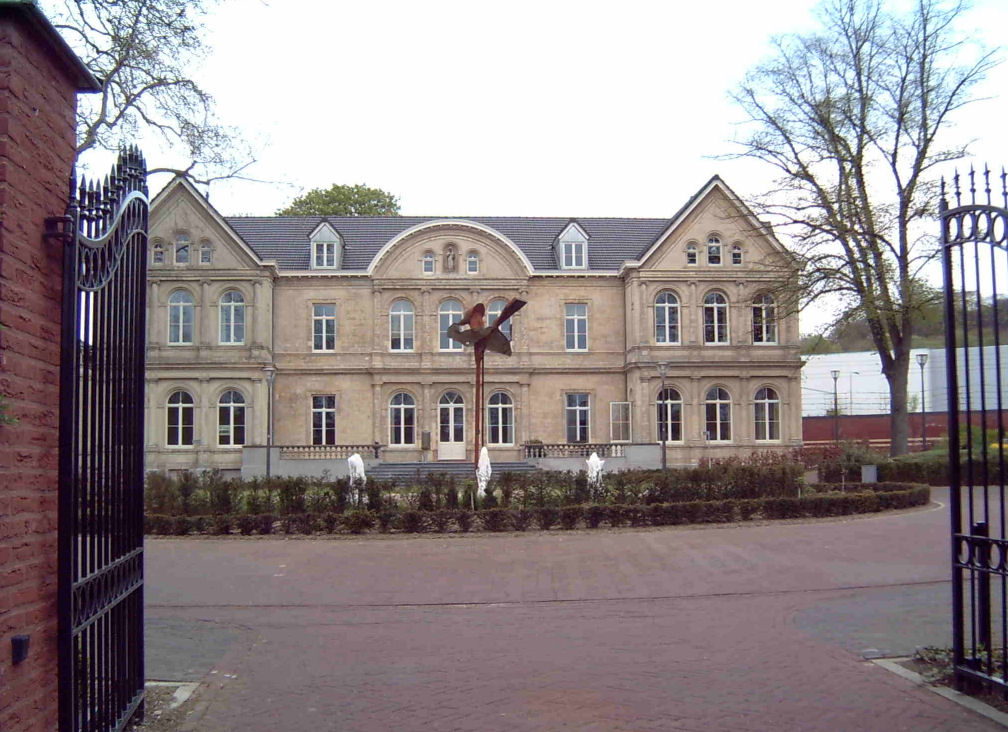
Château Geerlingshof

Le château de Geerlingshof a été construit au milieu du XIXe siècle par le général de Ceva. Le château bénéficiait d'un arrêt à la demande sur la ligne de chemin de fer Maastricht-Heerlen.